# Microchrysa obscuriventris
Microchrysa obscuriventris är en tvåvingeart som beskrevs av Mcfadden 1982. Microchrysa obscuriventris ingår i släktet Microchrysa och familjen vapenflugor. Inga underarter finns listade i Catalogue of Life.